# Бедойя, Алехандро
Алехандро Бедойя (англ. Alejandro Bedoya; 29 апреля 1987, Энглвуд, Нью-Джерси, США) — американский футболист, полузащитник и капитан клуба «Филадельфия Юнион». Выступал за сборную США.

## Карьера

### Клубная
В студенческие годы Алехандро Бедойя занимался футболом в командах Университета Фэрли Диккинсон и Бостонского колледжа.
В 2009 году полузащитник перешёл в шведский клуб «Эребру». Дебютировал в команде 20 апреля 2009 года в матче чемпионата Швеции против «Хельсингборга», заменив на 84-й минуте встречи Нордина Герцича. В своём шестом матче за клуб Бедойя забил первый гол в профессиональной карьере, поразив ворота голкипера «Хальмстада» Карла-Юхана Юнссона. В феврале 2011 года футболист был на просмотре в английском клубе «Бирмингем Сити», но остался в «Эребру» до августа того же года, когда всё же перебрался на Британские острова, став игроком «Рейнджерс».
За шотландскую команду Алехандро Бедойя впервые сыграл 28 августа 2011 года в матче национального чемпионата с «Абердином». Полузащитник вышел на поле вместо Кайла Лафферти во втором тайме встречи. 2 мая 2012 года Бедойя поучаствовал в разгроме «Данди Юнайтед», отправив в ворота Душана Перниша пятый гол в матче. Этот гол остался для футболиста единственным в составе шотландского клуба.
После банкротства «Рейнджерс» американец вернулся в Швецию, в клуб «Хельсингборг». Первый же матч в составе нового клуба стал для Алехандро Бедойи результативным: 18 августа 2012 года полузащитник открыл счёт в матче с «Эльфсборгом». Будучи игроком шведской команды Бедойя дебютировал в еврокубках: 21 августа 2012 года он провёл полностью квалификационный матч Лиги чемпионов против «Селтика». По итогам двухматчевого противостояния в групповой этап вышел «Селтик», а Алехандро Бедойя забил первый в карьере гол в еврокубках уже в Лиге Европы (в ворота клуба «Ганновер 96» 8 ноября 2012 года). Всего за время выступления в «Хельсингборге» футболист сыграл за команду в 31 матче различных турниров и забил 10 мячей.
В августе 2013 года Алехандро Бедойя стал игроком французского «Нанта». Впервые сыграл в Лиге 1 18 августа 2013 года в матче против «Лорьяна», заменив на 51-й минуте встречи Йоана Эделина. Первый гол футболиста в Лиге 1, забитый 19 октября 2013 года принёс «Нанту» выездную победу над «Аяччо» в игре 10-го тура чемпионата.
3 августа 2016 года Бедойя перешёл в клуб MLS «Филадельфия Юнион», подписав контракт по правилу назначенного игрока. По сведениям ESPN стоимость трансфера составила 1 млн долларов. В американской лиге он дебютировал 14 августа 2016 года в матче против «Нью-Инглэнд Революшн». 24 сентября 2016 года в матче против «Торонто» забил свой первый гол в MLS. 27 февраля 2020 года Бедойя продлил контракт с «Филадельфией Юнион» до конца сезона 2021 с опцией на сезон 2022 без статуса назначенного игрока. 22 сентября 2022 года Бедойя подписал с «Филадельфией Юнион» новый однолетний контракт на сезон 2023. По окончании сезона 2023 контракт Бедойи с «Филадельфией Юнион» истёк, и, проведя переговоры, 1 февраля 2024 года игрок подписал с клубом новый однолетний контракт, также заняв административную должность — специалиста по развитию игроков и фронт-офиса.

### В сборной
Алехандро Бедойя впервые сыграл за сборную США 23 января 2010 года в товарищеском матче с Гондурасом. В 2011 году полузащитник попал в заявку сборной на Золотой кубок КОНКАКАФ, заменив получившего травму Бенни Фейлхабера, и дебютировал на турнире в матче группового этапа с командой Панамы. В дальнейшем Бедойя сыграл ещё в 4 матчах турнира, в том числе — в финале против мексиканцев. 5 июля 2013 года футболист забил первый гол за сборную, поразив ворота сборной Гватемалы в товарищеском матче.

## Статистика

### Клубная
| Выступление       | Выступление      | Выступление      | Лига | Лига | Кубок | Кубок | Кубок лиги | Кубок лиги | Континент | Континент | Прочие | Прочие | Итого | Итого |
| Клуб              | Лига             | Сезон            | Игры | Голы | Игры  | Голы  | Игры       | Голы       | Игры      | Голы      | Игры   | Голы   | Игры  | Голы  |
| ----------------- | ---------------- | ---------------- | ---- | ---- | ----- | ----- | ---------- | ---------- | --------- | --------- | ------ | ------ | ----- | ----- |
| Эребру            | Аллсвенскан      | 2009             | 25   | 2    | 3     | 1     | —          | —          | —         | —         | —      | —      | 28    | 3     |
| Эребру            | Аллсвенскан      | 2010             | 26   | 2    | 2     | 0     | —          | —          | —         | —         | —      | —      | 28    | 2     |
| Эребру            | Аллсвенскан      | 2011             | 14   | 4    | 2     | 0     | —          | —          | —         | —         | —      | —      | 16    | 4     |
| Эребру            | Итого            | Итого            | 65   | 8    | 7     | 1     | —          | —          | —         | —         | —      | —      | 72    | 9     |
| Рейнджерс         | Премьер-лига     | 2011/12          | 12   | 1    | 0     | 0     | 1          | 0          | 0         | 0         | —      | —      | 13    | 1     |
| Рейнджерс         | Итого            | Итого            | 12   | 1    | 0     | 0     | 1          | 0          | 0         | 0         | —      | —      | 13    | 1     |
| Хельсингборг      | Аллсвенскан      | 2012             | 9    | 1    | 0     | 0     | 0          | 0          | 8         | 2         | —      | —      | 17    | 3     |
| Хельсингборг      | Аллсвенскан      | 2013             | 12   | 5    | 3     | 2     | 0          | 0          | 0         | 0         | —      | —      | 15    | 7     |
| Хельсингборг      | Итого            | Итого            | 21   | 6    | 3     | 2     | 0          | 0          | 8         | 2         | —      | —      | 32    | 10    |
| Нант              | Лига 1           | 2012/13          | 31   | 5    | 0     | 0     | 1          | 1          | 0         | 0         | —      | —      | 32    | 6     |
| Нант              | Лига 1           | 2014/15          | 28   | 3    | 3     | 0     | 2          | 0          | 0         | 0         | —      | —      | 33    | 3     |
| Нант              | Лига 1           | 2015/16          | 28   | 3    | 3     | 2     | 0          | 0          | 0         | 0         | —      | —      | 31    | 5     |
| Нант              | Итого            | Итого            | 87   | 11   | 6     | 2     | 3          | 1          | 0         | 0         | —      | —      | 96    | 14    |
| Филадельфия Юнион | MLS              | 2016             | 10   | 1    | —     | —     | —          | —          | —         | —         | 1      | 1      | 11    | 2     |
| Филадельфия Юнион | MLS              | 2017             | 28   | 2    | 0     | 0     | —          | —          | —         | —         | —      | —      | 28    | 2     |
| Филадельфия Юнион | MLS              | 2018             | 33   | 3    | 4     | 1     | —          | —          | —         | —         | 1      | 0      | 38    | 4     |
| Филадельфия Юнион | MLS              | 2019             | 32   | 4    | 1     | 0     | —          | —          | —         | —         | 2      | 1      | 35    | 5     |
| Филадельфия Юнион | MLS              | 2020             | 21   | 3    | —     | —     | —          | —          | —         | —         | 4      | 0      | 25    | 3     |
| Филадельфия Юнион | MLS              | 2021             | 32   | 3    | —     | —     | —          | —          | 6         | 0         | 2      | 0      | 40    | 3     |
| Филадельфия Юнион | MLS              | 2022             | 30   | 6    | 0     | 0     | —          | —          | —         | —         | 1      | 0      | 31    | 6     |
| Филадельфия Юнион | MLS              | 2023             | 28   | 0    | 0     | 0     | —          | —          | 8         | 2         | 3      | 0      | 39    | 2     |
| Филадельфия Юнион | MLS              | 2024             | 1    | 0    | —     | —     | —          | —          | 1         | 0         | —      | —      | 2     | 0     |
| Филадельфия Юнион | Итого            | Итого            | 215  | 22   | 5     | 1     | —          | —          | 15        | 2         | 14     | 2      | 249   | 27    |
| Всего за карьеру  | Всего за карьеру | Всего за карьеру | 400  | 48   | 21    | 6     | 4          | 1          | 23        | 4         | 14     | 2      | 462   | 61    |

### Сборная
| Команда | Год   | Игр | Голы |
| ------- | ----- | --- | ---- |
| США     |       |     |      |
| 2010    | 6     | 0   |      |
| 2011    | 7     | 0   |      |
| 2013    | 12    | 1   |      |
| 2014    | 12    | 1   |      |
| 2015    | 7     | 0   |      |
| 2016    | 11    | 0   |      |
| 2017    | 11    | 0   |      |
| Всего   | Всего | 66  | 2    |

### Голы за сборную США
| # | Дата            | Место                            | Противник | Результат | Счет | Соревнование      |
| - | --------------- | -------------------------------- | --------- | --------- | ---- | ----------------- |
| 1 | 5 июля 2013     | Куалкомм Стэдиум, Сан-Диего, США | Гватемала | 6:0       | 6:0  | Товарищеский матч |
| 2 | 3 сентября 2014 | Дженерали Арена, Прага, Чехия    | Чехия     | 1:0       | 1:0  | Товарищеский матч |

## Достижения
Командные
 «Филадельфия Юнион»
- Победитель регулярного чемпионата MLS: 2020

 сборная США
- Обладатель Золотого кубка КОНКАКАФ: 2013, 2017